# Smrt a státní pohřeb Alžběty II.
Smrt Alžběty II., královny Spojeného království a dalších 14 států, nastala 8. září 2022, kdy panovnice zemřela ve věku 96 let na svém letním sídle, zámku Balmoral ve Skotsku. Alžběta II. byla nejdéle vládnoucím a nejdéle žijícím britským panovníkem. Zemřela v 15:10 BST, její smrt byla veřejně oznámena v 18:30 BST prostřednictvím oznámení připevněného k branám Buckinghamského paláce. Poté následovalo stejné oznámení zveřejněné na oficiálních webových stránkách paláce. Po Alžbětě II. nastoupil na trůn její nejstarší potomek, Karel III. Příčinou jejího úmrtí bylo stáří, úmrtní list byl zveřejněn 29. září 2022.
Smrt královny uvedla do pohybu Operaci Londýnský most, plán událostí včetně uspořádání jejího pohřbu, a operaci Jednorožec, která stanovila protokoly pro smrt královny ve Skotsku. Spojené království drželo období národního smutku v délce 10 dnů. Dne 19. září 2022 se ve Westminsterském opatství konal státní pohřební obřad, po kterém později téhož dne následovala zádušní bohoslužba v kapli svatého Jiří na hradě Windsor. Královna byla pohřbena v pamětní kapli krále Jiřího VI. U příležitosti jejího státního pohřbu byl ve Spojeném království státní svátek.